# مسابقة الأغنية الأوروبية 1958
كانت مسابقة الأغنية الأوروبية 1958 هي النسخة الثالثة من مسابقة الأغنية الأوروبية السنوية. أقيمت في هيلفرسوم، هولندا، بعد فوز البلاد في مسابقة عام 1957 بأغنية Net als toen لكوري بروكين. كانت هذه هي المرة الأولى التي تستضيف فيها هولندا المسابقة. نظمها اتحاد البث الأوروبي (EBU) والمذيع المضيف مؤسسة التلفزيون الهولندي (NTS)، أقيمت المسابقة في استوديوهات أفارو يوم الأربعاء 12 مارس 1958 وقدمها هاني ليبس. كانت أول مسابقة تقام في دول البنلوكس.
وشاركت في المسابقة عشر دول تعادل العدد في النسخة السابقة. السويد، الدولة التي ستستمر في أن تكون واحدة من أكثر الدول نجاحًا في المسابقة، ظهرت لأول مرة هذا العام، بينما قررت المملكة المتحدة الانسحاب.
وفازت فرنسا بأغنية Dors، mon amour التي غناها أندريه كلافو، وكتبها بيير ديلانو وألحان هوبير جيرو. كان هذا الانتصار الأول لفرنسا من أصل خمسة انتصارات في المسابقة. في سن 46 سنة و76 يومًا، أصبح كلافو أكبر فائز في المسابقة، وظل كذلك حتى عام 1990.
إلى جانب عام 1956، كانت المسابقة الثانية (والأخيرة حتى الآن) التي لم تتضمن أغنية واحدة باللغة الإنجليزية. استمرت مسابقة عام 1958 مع السياسة المطبقة في العام السابق حيث كانت كل دولة مقتصرة على إدخال أغنية واحدة. تم الاحتفاظ بهذه السياسة حتى الآن.